# جف دای
جف دای (انگلیسی: Jeff Dye؛ زادهٔ ۴ فوریهٔ ۱۹۸۳)مجری، کمدین و بازیگر اهل ایالات متحده آمریکا است.

## آغاز زندگی
دای در سال ۱۹۸۳ در سیاتل زاده شد  و کنت، واشینگتن بزرگ شد. او به دبیرستان کنتوود در کاوینگتون، واشینگتن می‌رفت.